# Prolaps
Als Prolaps (Vorfall) wird in der Medizin der unnatürliche Vorfall eines Organs oder eines Organteils durch eine bereits vorhandene oder pathologische Öffnung bezeichnet. 
Beispiele für einen Prolaps sind 
- der Bandscheibenvorfall (Discusprolaps) an der Wirbelsäule
- der Herzklappenprolaps, z. B. Mitralklappenprolaps
- der Gebärmuttervorfall (Prolapsus uteri)
- der Vaginalprolaps oder Scheidenprolaps (Prolapsus vaginae)
- der Harnröhrenvorfall (Urethraprolaps)
- der Vorfall von Hämorrhoiden bis hin zum Analprolaps
- der Rektumprolaps (Mastdarmvorfall)
- am Auge der 
  - Irisprolaps (Iridozele), eine Vorwölbung eines Anteils der Regenbogenhaut durch einen Defekt der Hornhaut
  - Bulbusprolaps, Vorfall des gesamten Augapfels
- der Vorfall des in die Bauchdecke eingenähten Darms beim künstlichen Darmausgang
- der Vorfall von Darmteilen durch die Bauchdecke bei Stich- und Schussverletzungen[1]
- der Vorfall von Darmteilen beim sogenannten Platzbauch
- der Hirnprolaps, ein Vorfall von Gehirnteilen durch Defekte von Schädel und harter Hirnhaut.

In der Tiermedizin auch:
- Penisvorfall, Hemipenisprolaps